# اسمش چیه؟
اسمش چیه؟ ۵۲ شعر از ۶ شاعر کتابی از جعفر ابراهیمی، مصطفی رحماندوست، اسدالله شعبانی، افسانه شعبان‌نژاد، شکوه قاسم‌نیا و بابک نیک‌طلب است که در سال ۱۳۹۵ از سوی نشر افق (کتاب‌های فندق) منتشر و در سال ۲۰۱۷ در فهرست کلاغ سفید قرار گرفت.